# Hydraotes Chaos
L'Hydraotes Chaos è una struttura geologica della superficie di Marte.